# Gorillini
Tribu
Les Gorillini sont une tribu d'hominidés qui rassemble les espèces de la lignée des gorilles, séparée de la lignée des chimpanzés et des humains il y a au moins 9 millions d'années.

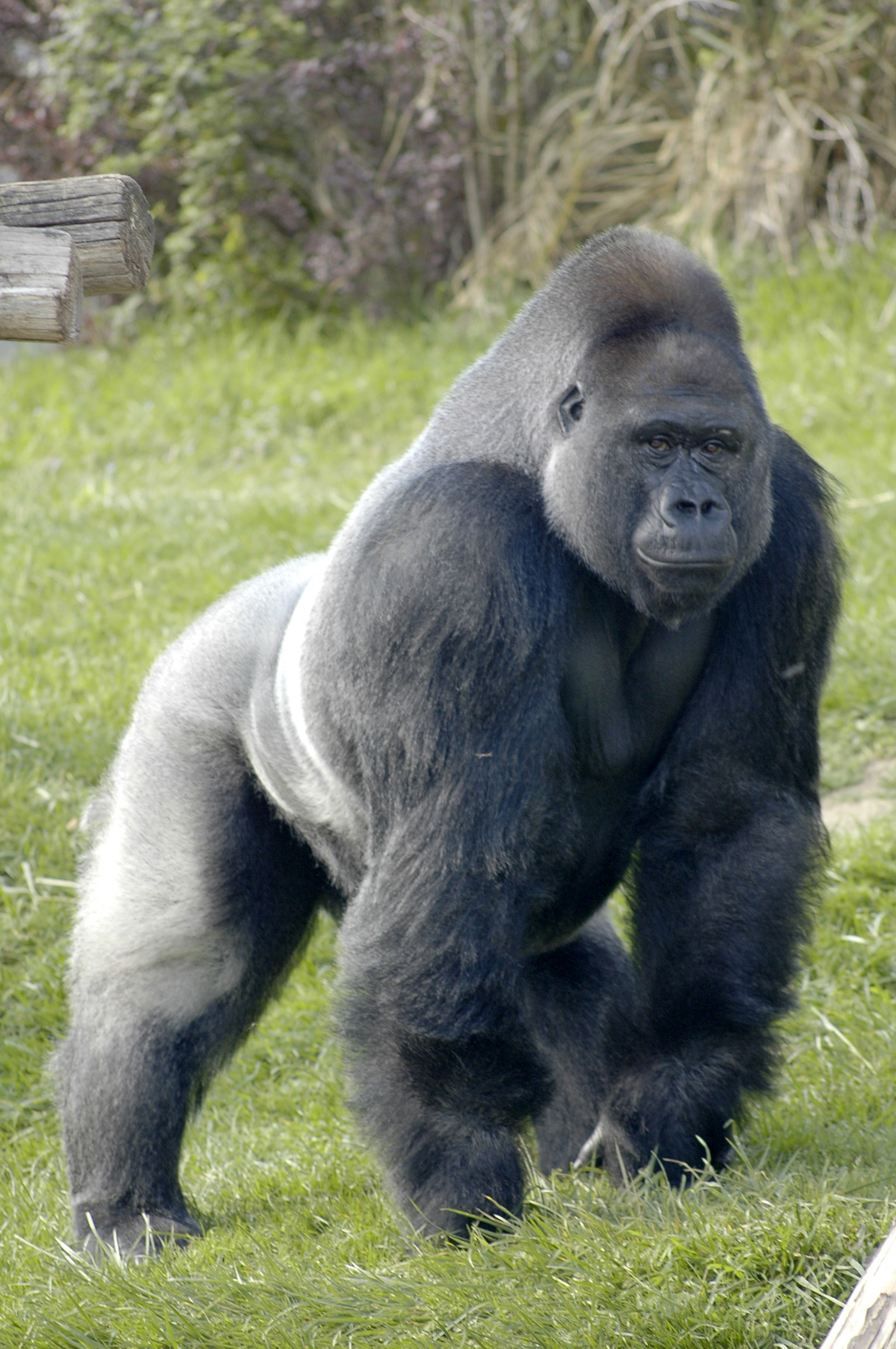
Gorille des plaines de l'Ouest mâle à l'Espace zoologique de Saint-Martin-la-Plaine.

## Classification phylogénétique
Les Gorillini appartiennent à la sous-famille des homininés aux côtés des Hominini.
Phylogénie des genres actuels d'hominidés, d'après Shoshani et al. (1996) et Springer et al. (2012) :
| Gorillini | Gorilla (Gorille)                                                                                             |
|           | Gorilla (Gorille)                                                                                             |
| Hominini  | \| Panina \| Pan (Chimpanzé) \| \| \| Pan (Chimpanzé) \| \| Hominina \| Homo (Homme) \| \| \| Homo (Homme) \| |
|           | \| Panina \| Pan (Chimpanzé) \| \| \| Pan (Chimpanzé) \| \| Hominina \| Homo (Homme) \| \| \| Homo (Homme) \| |
| Panina    | Pan (Chimpanzé)                                                                                               |
|           | Pan (Chimpanzé)                                                                                               |
| Hominina  | Homo (Homme)                                                                                                  |
|           | Homo (Homme)                                                                                                  |

| Panina   | Pan (Chimpanzé) |
|          | Pan (Chimpanzé) |
| Hominina | Homo (Homme)    |
|          | Homo (Homme)    |

| Gorillini | Gorilla (Gorille)                                                                                             |
|           | Gorilla (Gorille)                                                                                             |
| Hominini  | \| Panina \| Pan (Chimpanzé) \| \| \| Pan (Chimpanzé) \| \| Hominina \| Homo (Homme) \| \| \| Homo (Homme) \| |
|           | \| Panina \| Pan (Chimpanzé) \| \| \| Pan (Chimpanzé) \| \| Hominina \| Homo (Homme) \| \| \| Homo (Homme) \| |
| Panina    | Pan (Chimpanzé)                                                                                               |
|           | Pan (Chimpanzé)                                                                                               |
| Hominina  | Homo (Homme)                                                                                                  |
|           | Homo (Homme)                                                                                                  |

| Panina   | Pan (Chimpanzé) |
|          | Pan (Chimpanzé) |
| Hominina | Homo (Homme)    |
|          | Homo (Homme)    |

## Liste des espèces
La tribu des Gorillini compte un genre actuel et un genre fossile :
- Gorilla (I. Geoffroy, 1852)
  - Gorilla gorilla (Savage, 1847), le Gorille de l'Ouest
  - Gorilla beringei (Matschie, 1903), le Gorille de l'Est
- † Chororapithecus (Suwa et al., 2007)[3]
  - † Chororapithecus abyssinicus (Suwa et al., 2007), Éthiopie, 8 Ma[4]

## Espèces fossiles
Les espèces fossiles de la tribu des Gorillini restent encore quasiment inconnues.
L'espèce Chororapithecus abyssinicus a été créée en 2007 par une équipe japonaise qui a découvert en Éthiopie neuf dents fossiles, datées au départ de 10,5 à 10 millions d'années. Ces dents ont été jugées proches de celles du gorille actuel, ce qui a encouragé les auteurs de la découverte à classer cette espèce dans la tribu des Gorillini. En l'absence de restes fossiles plus importants, son statut demeure néanmoins débattu. En février 2016, une nouvelle étude géologique de la formation Chorora, où les dents fossiles ont été trouvées, a révisé leur datation à 8 millions d'années.